# Via Monte di Pietà nel 1840
Via Monte di Pietà nel 1840 è un dipinto di Giovanni Colombo. Eseguito verso il 1970, appartiene alle collezioni d'arte della Fondazione Cariplo.

## Descrizione
Si tratta di uno scorcio della milanese Via Monte di Pietà ambientato in epoca ottocentesca e realizzato con un tratto pittorico ancora tardo-ottocentesco, denotando un interesse al passato caratteristico della produzione di Colombo. In fondo alla via è riconoscibile il palazzo del Genio Militare austriaco, in seguito demolito e sostituito dalla Ca' de Sass, sede della Cariplo.